# Бабий бунт (оперетта)
«Бабий бунт» — советская оперетта, написанная в 1975 году по мотивам «Донских рассказов» лауреата Нобелевской премии по литературе М. Шолохова, в двух актах.
Композитор — Птичкин, Евгений Николаевич, автор либретто — Васильев Кирилл Владимирович, стихи — М. Пляцковский.
Оперетта повествует о 1920-х годах, когда полным ходом шло становление Советской власти. Революционные идеи не обошли стороной и Донских казаков, вызывая в женщинах острую борьбу за равноправие полов и желание доказать своим мужикам, что баба тоже человек: и права имеет, и уважения достойна.
Мелодии оперетты насыщены озорными интонациями частушек, казачьего фольклора и цыганских песен. Сюжет наполнен сценами казачьего быта и искромётным юмором.

## История
Премьеру оперетты планировалось приурочить к семидесятилетию со дня рождения М. Шолохова. После восторженного одобрения земляков писателя, в 1975 году она была исполнена в Ростовском театре музыкальной комедии, дирижер-постановщик Сергей Петрович Поспелов, после чего очень быстро появилась в репертуаре многих музыкальных театров Советского Союза, до настоящего времени радуя любителей этого жанра в России и странах Восточной Европы.

## Основные действующие лица
- Настя
- Николка
- Стешка
- Марфа
- Федот
- Дуняша
- Дед Захар
- Семёновна
- Маринка
- Сёмка

## Сюжет
Сюжет комедии прост: в казачьем хуторе тихо и мирно текла жизнь — мужики самогон попивали, да баб поколачивали, а те ни в чём не перечили мужьям и усердно занимались домашним хозяйством. Но тут из города вернулась Настя и начала местных казачек новой жизни учить, их самосознание пробуждать. И решили бабы проучить своих мужей и женихов за беспробудное пьянство да за унижение и устроили самый настоящий бунт, только — бабий: перестали варить обед, стирать бельё, смотреть за детьми. И пошли мужики вымаливать прощенье…

## Экранизации
Телеверсия — 1977 год.